# Peter Heydenreich
Peter Heydenreich (født 21. maj 1962 i Vejle) er en dansk tegner og illustrator.
Efter at have afsluttet sin uddannelse fra Kunsthåndværkerskolen i Kolding og Designskolen i København tegnede han tegneserien Starfighter 1 og 2 i 1984. Siden har han leveret tegninger og idéer til virksomheder og massemedier., f. eks.: Kommunernes Landsforening, Air Greenland, Novozymes, MX, BT, Illustreret Videnskab, Dansk Sang, Lindhardt & Ringhof, Høst & Søn, Alinea, Hogrefe, Gyldendal, Carlsen, DR, Radio NOVA,  Balletkompagniet, Turisme.nu, Nimbus Motorcycles, Colas, Alectia, Nybolig, BilMagasinet, Carlsberg
Desuden har Peter Heydenreich løbende illustreret et stort antal bøger, heriblandt børnebogsserien 'Max Vero (2014-2015), Alfreds Autoalfabet sammen med Christian Grau (2018) og Det politiske håndværk, skrevet af Benny Engelbrecht (2018). Fra begyndelsen af 1980'erne har han lavet satiretegninger til B.T., PIB Copenhagen samt til Svikmøllen og har været fast freelancer hos Motor, FDM-s medlemsblad siden 1992. Han har endvidere medvirket som skuespiller i adskillige TV-serier, film og reklamefilm.
Han er gift med forfatteren Cecilie Eken. De bor sammen i Holte med deres tre børn.